# Robert Rubčić
Robert Rubčić (Fiume, 2 novembre 1963) è un allenatore di calcio ed ex calciatore croato, di ruolo difensore.

## Carriera

### Giocatore

#### Nazionale
Con la maglia Croazia scese in campo una sola volta, entrò al 86º minuto in sostituzione di Zlatko Kranjčar nella partita contro la Romania tenutasi allo Stadio Cantrida.

### Allenatore
Il 9 settembre 2010 prese le redini del Bangladesh, carica che lasciò nel giugno 2011.

## Statistiche

### Cronologia presenze e reti in nazionale
| Cronologia completa delle presenze e delle reti in nazionale ― Croazia | Cronologia completa delle presenze e delle reti in nazionale ― Croazia | Cronologia completa delle presenze e delle reti in nazionale ― Croazia | Cronologia completa delle presenze e delle reti in nazionale ― Croazia | Cronologia completa delle presenze e delle reti in nazionale ― Croazia | Cronologia completa delle presenze e delle reti in nazionale ― Croazia | Cronologia completa delle presenze e delle reti in nazionale ― Croazia | Cronologia completa delle presenze e delle reti in nazionale ― Croazia |
| Data                                                                   | Città                                                                  | In casa                                                                | Risultato                                                              | Ospiti                                                                 | Competizione                                                           | Reti                                                                   | Note                                                                   |
| ---------------------------------------------------------------------- | ---------------------------------------------------------------------- | ---------------------------------------------------------------------- | ---------------------------------------------------------------------- | ---------------------------------------------------------------------- | ---------------------------------------------------------------------- | ---------------------------------------------------------------------- | ---------------------------------------------------------------------- |
| 22-12-1990                                                             | Fiume                                                                  | Croazia                                                                | 2 – 0                                                                  | Romania                                                                | Amichevole                                                             | -                                                                      | 86’                                                                    |
| Totale                                                                 |                                                                        | Presenze                                                               | 1                                                                      |                                                                        | Reti                                                                   | 0                                                                      |                                                                        |